# Rio del Mar, Kalifornien
Rio del Mar är en ort (CDP) i Santa Cruz County, i delstaten Kalifornien, USA. Enligt United States Census Bureau har orten en folkmängd på 9 216 invånare (2010) och en landarea på 7,8 km².